# ジミー・キャンベルとレグ・コネリー
ジェイムズ・"ジミー"・キャンベル（James "Jimmy" Campbell、1903年 - 1967年）とレグ・コネリー（Reg Connelly、1895年（ないし、1898年）- 1963年9月23日）は、1920年代から1930年代に活動したイギリスの音楽出版事業者、ソングライティング・チーム。彼らはもっぱら作詞を担当し、作曲家と組んで曲を書いていた。
彼らの書いた曲の一部（よく知られている曲では「家へかえりたい (Show Me the Way to Go Home)」など）で、アーヴィング・キング (Irving King)、アーヴィング・アンド・アイヴォリー・キング (Irving and Ivor King) といった変名を使っていた。

## 出生地・死没地
キャンベルはニューカッスル・アポン・タイン、コネリーはエセックス州バックハースト・ヒルに生まれた。
キャンベルはロンドン、コネリーはドーセット州ボーンマスで没した。

## 出版社
1929年には、音楽出版社キャンベル・コネリー・アンド・カンパニー (Campbell, Connelly & Co, Ltd.) が設立された。

## おもな作品
彼らの作品には、フロス＝ブラワーズのアンセム「The More We Are Together」、よく知られた「家へかえりたい」（1925年）、「If I Had You」（1928年：テッド・シャピロとの共作）、「Goodnight Sweetheart」（1931年：レイ・ノーブルとの共作）、「トライ・ア・リトル・テンダネス」（1933年：ハリー・M・ウッズとの共作）などがある。